# Petroșani
Petroșani (în maghiară Petrozsény, în germană Steinthal) este un municipiu în județul Hunedoara, Transilvania, România, format din localitățile componente Dâlja Mare, Dâlja Mică, Peștera, Petroșani (reședința) și Slătinioara. Are o populație de 37.160 locuitori, conform recensământului din 2011, și este situat la o altitudine de 615–620 m în Depresiunea Petroșani sau popular "Valea Jiului", fiind principalul municipiu al acestei zone. Este recunoscut ca fiind un oraș minier, aici aflându-se sediul Complexului Energetic Hunedoara, care cuprinde mai multe exploatări miniere.

## Istorie
Istoria orașului Petroșani începe undeva pe la 1640, unde douăzeci de iobagi din Petros pot fi considerați primii locuitori ai acestui ținut. Localitatea a purtat de la bun început numele de „Petroșeni”.
Prima mențiune a Petroșanilor, ca localitate, o avem de la 1788. În această perioadă, locotenent-colonelul prusac Gotze face o călătorie în Orient și se întoarce din Turcia prin Țările Române. În cartea sa, „Călătoria de la Potsdam la Constantinopol”, amintește și de Petroșani.
La recensământul austriac din 1818 apare cu denumirea de Petroșani, iar întreaga Vale a Jiului cuprindea 2.550 locuitori. În această perioadă, ocupația de bază a populației era păstoritul. În 1840 încep primele exploatări de suprafață ale zăcămintelor de cărbuni simultan la Vulcan, Petroșani și Petrila, iar în 1845, apar migrații masive ce vizează mineri germani, în mare parte, din Bucovina, dar și din restul Transilvaniei.
Pe 25 august 1869, în timpul lucrărilor la linia ferată și la construcția gării Petroșani s-a găsit un tezaur monetar de argint, numărând peste 200 de monede, tetradrahme barbare, de imitație, după monedele macedonene emise de Filip al II-lea, alături de o serie de materiale arheologice aparținând începutului epocii fierului. Potrivit unei cronologii recente, tezaurul descoperit la Petroșani se încadrează în grupa imitațiilor servile după prototip, și se datează în secolul III î.C.
Petroșani a fost declarat oraș în 1930.

### Istoricul câtorva clădiri

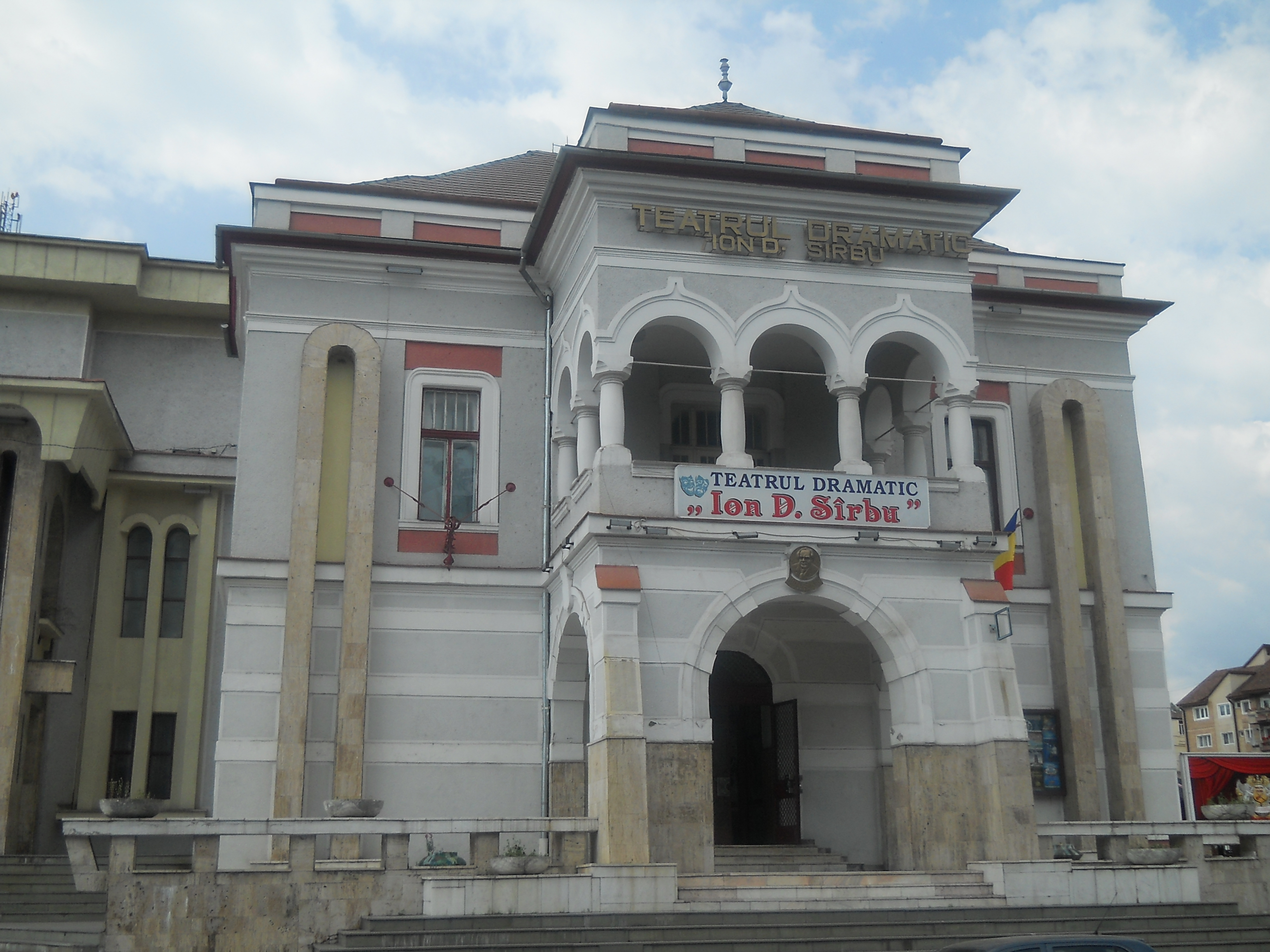
Teatrul Dramatic "I.D. Sîrbu" din Petroșani

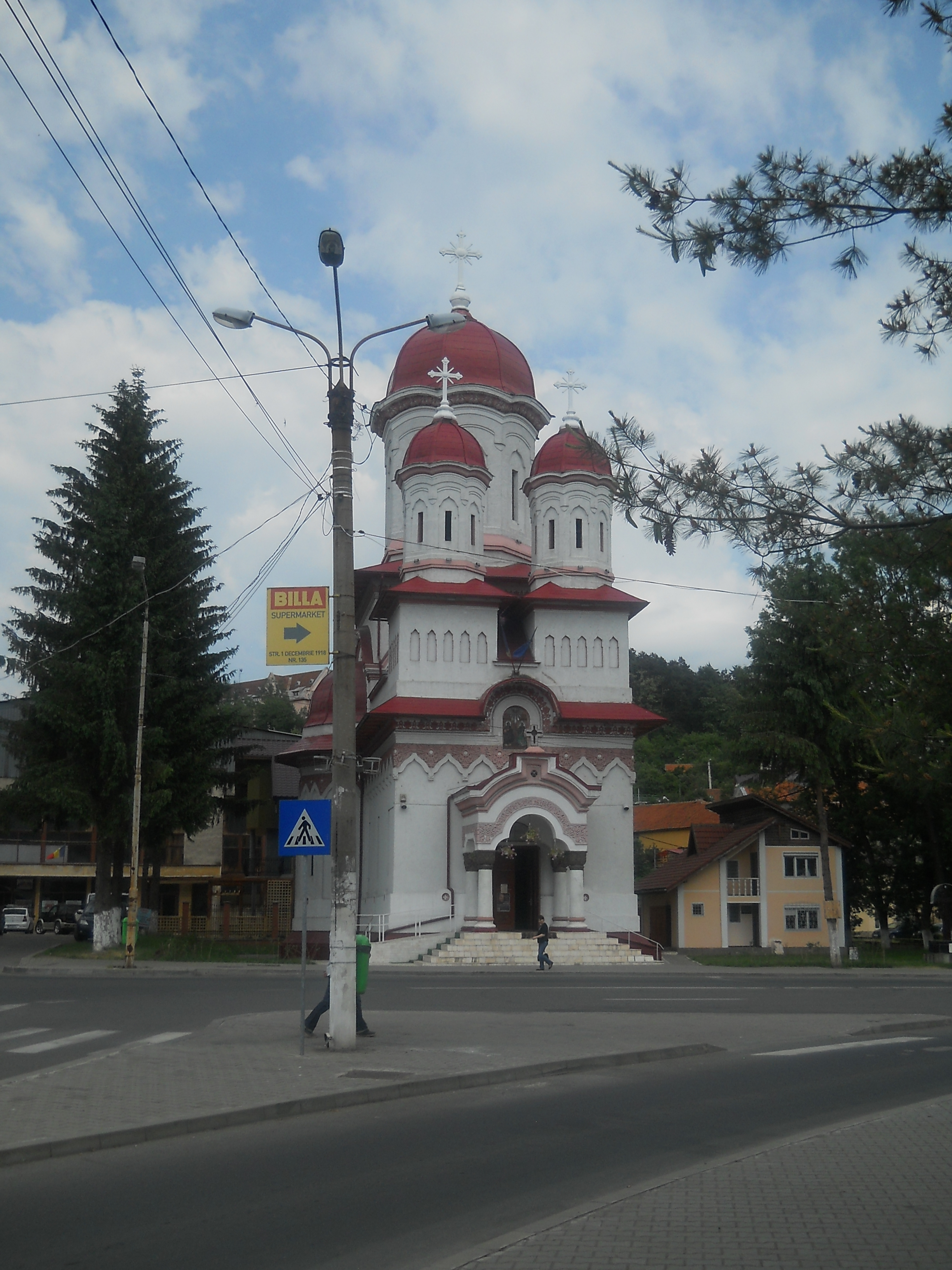
Biserica ortodoxă "Sfânta Treime"

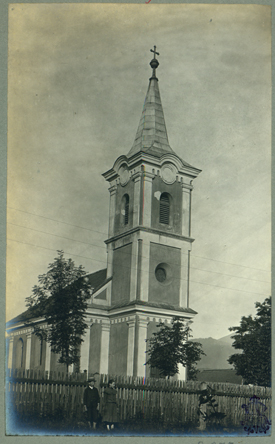
Biserica greco-catolică „Pogorârea Spiritului Sfânt” (neretrocedată)

Gara Petroșani a fost dată în folosință în 1870, odată cu linia ferată Petroșani-Simeria, este una dintre cele mai vechi construcții din Petroșani.
Școala Generală Nr. 1: În anul 1870, din inițiativa societății miniere Petroșani, se înființează o școală cu limbă de predare germană, pentru copiii muncitorilor ce au fost colonizați aici pentru a lucra în minele de cărbuni, pentru ca doi ani mai târziu să aibă loc la Petroșani, deschiderea unei Școli de Stat. Aceasta va deveni mai târziu Școala Generală nr. 1. În 1935, se decide construirea unui nou sediu, pe actuala stradă 1 Decembrie, iar inaugurarea oficială a actualului sediu a avut loc la data de 9 noiembrie 1936
Școala Maghiară: În 1873 izbucnește în Valea Jiului o epidemie de holeră. După puțină vreme, a venit un grup de 50 de călugărițe catolice, de la o mănăstire franciscană din apropiere de München, care s-au consacrat îngrijirii bolnavilor. Tot aici a funcționat Școala Maghiară, apoi devine Școala Generală nr. 4, urmând a fi retrocedată Bisericii Catolice și să se reia cursurile în limba maghiară, în 2005.
Școala Generală "Avram Stanca", a activat pana in 2001 sub numele de Școala Generală nr. 4. Noul sediu se află lângă cel vechi.
Teatrul Vechi, numit pe vremuri "Cazinoul Muncitoresc", a fost construit de Societatea "Anonimă Română Petroșani" între anii 1923-1925, la deschiderea acestuia cântând marele compozitor George Enescu.
Biserica Evanghelică a fost ridicată între anii 1892-1896 și renovată în 1910.
Muzeul Mineritului: în jurul anului 1900, se construiește clădirea ce aparține Muzeului Mineritului din anul 1961, înainte fiind casă de locuit.
Școala Sportivă a fost inaugurată în anul 1904. În 1919 a fost naționalizată și transformată în Liceu de Stat și ulterior în Școala Sportivă Petroșani. Aici au antrenat, înainte de a pleca la Deva, și apoi în America, soții Marta și Bela Karolyi.
Teatrul Dramatic "I.D. Sîrbu": În 1905 se construiește Casa de oaspeți „Gheorghe Apostol” și ulterior, Cazino al Funcționarilor Superiori. Devine apoi teatru.
Judecătoria Petroșani: În anul 1910 ia ființă Judecătoria de Ocol. Singura din Valea Jiului și dispune de trei săli de judecată: două în clădirea principală, și a treia într-o clădire anexă.
Casa de Cultură a Studenților sau fostul Spital de copii „Principele Mircea” a fost dat în folosință în 1922, fiind construit de Societatea „Petroșani”. Principele român Mircea a fost cel de-al șaselea copil al Reginei Maria și s-a născut aici în ianuarie 1913. A căzut pradă febrei tifoide, iar în memoria acestui copil, petroșănenii au numit acest dispensar „Principele Mircea”.
Biserica Unitariană: În perioada 1924-1928 se construiește biserica unitariană.
Universitatea din Petroșani: În anul 1948 ia ființă Institutul Cărbunelui, citadelă a învățământului miner din România, devenit ulterior Institutul de Mine și, în ultimii ani, Universitatea din Petroșani. Institutul a primit o parte din materialul didactic sovietic și cuprindea, inițial, o facultate de exploatări miniere și preparare a cărbunelui. Arhitectura clădirii este bazată pe un proiect sovietic. În prezent, în cadrul Universității din Petroșani există trei facultăți: Facultatea de Mine, cea de Inginerie Mecanică și Electrică și cea de Științe. La Universitatea din Petroșani se pot face studii în domeniul ingineriei, al științelor economice și birotică.
Casa de serviciu a lui Nicolae Ceaușescu a fost construită în 1970, ulterior a devenit sediu al Securității în perioada comunistă.

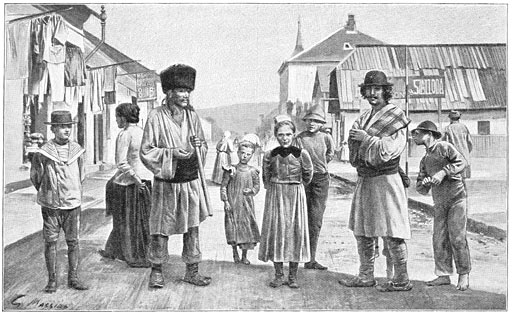
Localnici din Petroșani la 1906

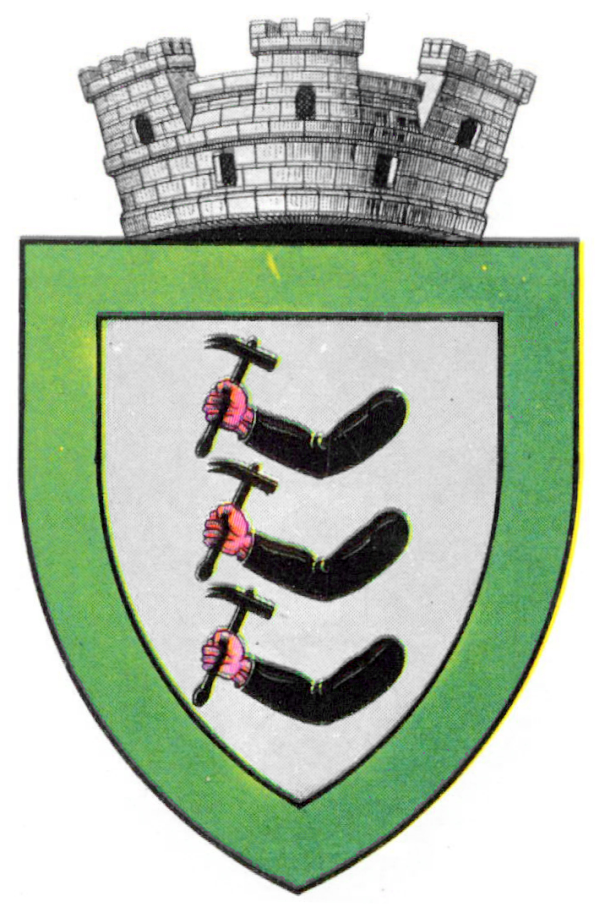
Stema orașului în perioada interbelică

Casa de Cultură „Ion Dulămiță” a fost inaugurată în iunie 1966, se dă în folosință, având o capacitate de 800 de locuri. În 1979 a fost renovată, construindu-se balconul în exterior.
Stadionul Clubului Sportiv "Jiul Petroșani" s-a inaugurat la 1 august 1982 un stadion de 20.000 locuri și o pistă de alergări, renovat în 2004.
În 1992, în Petroșani a fost înființată cunoscuta trupă de rock "Gothic România".
Liceul Teoretic "Mihai Eminescu" a fost înființat la 1 septembrie 1993. Din 2001, liceul poarta numele marelui poet. Este considerat unul dintre cele mai bune licee din județul Hunedoara, iar în 2009 a urcat chiar în topul clasamentului, datorită atât mediilor foarte mari de admitere, cât și participărilor la etapa națională a olimpiadelor (20 de participări).
Biserica Penticostala FILADELFIA din Petroșani este cea mai mare biserică penticostală de la Petrila până la Targu-Jiu.

### Turism
- Din Petroșani se ajunge ușor în masivul Parâng prin intermediul telescaunului, cabane și pârtii de schi frecventate de elevii școlii de sport, de turiști din țară cât și din străinătate.
- În suburbiile Petrosaniului înspre zonele de altitudine montane începe zona locuită de așa-numiții momârlani ce au ca ocupație principală păstoritul.
- Rezervația naturală “Piatra Crinului” (0,5 ha).

## Geografie

### Relieful
Relieful în teritoriul administrativ este extrem de denivelat, specific zonei montane, cu defilee pe traseele celor două Jiuri(Jiul de Est și Jiul de Vest). Masivele muntoase ce mărginesc depresiunea sunt: Vâlcan la sud, Retezat la nord, Parâng la est și Godeanu la vest, altitudinea maxima din zona fiind vârful Parângul Mare de 2.519 m.
De-a lungul Jiului de Est s-a format o luncă și o terasă, aceasta din urmă având o suprafață netedă și fiind ușor fragmentată. Deoarece ocupă treapta intermediară dintre piemonturi și luncă ea a fost pusă în valoare prin culturile agricole și prin prezența în lungul acesteia a principalelor căi de comunicație.

### Rețeaua hidrografică
Prin Petroșani trece Jiul de Est și cei patru afluenți ai săi: Maleia, Staicului, Slatinioara și Salatruc. Datorită precipitaților abundente pe suprafața Petroșaniului se găsesc numeroase ape subterane și izvoare.Acesta se afla la confluenta Jiului de Est cu Jiul de Vest.

### Geologie
Municipiul dintre munții Parâng, Godeanu, Retezat și Vâlcan, întrunește caracterele unui bazin geologic binedefinit, ale uni bazin hidrografic, și ale unei depresiuni ruiniforme și geografice în general.
După forma și poziția pe care o deține în ansamblul reliefului, Municipiul Petroșani, se înscrie în acel uriaș culoar longitudinal, care împarte Carpații Meridionali. Acesta este un culoar depresionar cu accentuări puternice regionale, care ține nu numai de modelarea târzie a Carpaților Meridionali, ci și de însăși structura lor și de definirea tectonică a acestei unități în diferite etape geologice.
Prima schițare a bazinului în care se gasește și Municipiul Petroșani, ține încă din faza orogenică mezocretacică a șariajului carpatic, dar numai cu multe milioane de ani mai târziu, în oligocen, s-a produs scufundarea și invazia mării prin care începe ciclu de sedimentare din acest bazin.
Cele mai vechi depozite cu care a început umplerea bazinului sunt alcătuie din conglomerate cu ciment argilos roșu. Fragmentele de roci cristaline și dispunerea lor într-o stratificație torențială constituie un prețios indiciu pentru aspectul general al regiunii din acea epocă. Munții din jur formau în marea oligocenă un adevărat arhipelag supus unei eroziuni active. Apele scurte și repezi brăzdând insulele arhipelagului au transportat aluviunile grosiere, care, depuse pe fundul mării, au devenit conglomeratele scoase la zi de eroziune pe laturile de sud si de vest ale bazinului.
Trecerea de la oligocen la miocen a însemnat nu numai o domolire a intensității sedimentării și schimbării naturii formațiunilor (o alternanță de marne și argile) dar și începutul unei faze de depunere de o importanță deosebită pentru această regiune.
În noul orizont marno-argilos, care avea o grosime de aproximativ 300m și care a fost depus în cu totul alte condiții , au apărut numeroase intercalații de gresii, șisturi, cărbunoase și cărbuni, ceea ce atestă o regiune liniștită sub aspectul frământărilor din lăuntrul scoarței și un climat cald, favorabil dezvoltării unei vegetații luxuriante, din care s-au putut forma cărbunii. În orizonturile de cărbuni s-au găsit resturi din trunchiri de Sequoia , Nuc, Ulm. Cărbunii de aici s-au mai format și din frunzișurile și trunchiurile unor arbori care cresc azi numai în locurile cu climat cald, precum Scorțișoara și Dafin-ul.
Sedimentarea din solul bazinului Petroșani a continuat până la sfârșitul terțiarului. În această perioadă s-au depus bancuri puternice de conglomerate în alternanță cu gresii și nisipuri, dar și pietrișuri sau bolovănișuri cu stratificație torențială.
Dintre toate aceste sedimente depuse în bazinul Petroșani, numai orizontul considerat de trecere de la oligocen la miocen conține strate de cărbune.
Geologul Nicolae Oncescu consideră că formarea succesivă a stratelor de cărbunii s-a produs astfel: „ Alternanța frecventă de starte marine, formate din gresii și marne, cu strate lagunare propriu-zise, reprezentate prin roci bituminoase și cu depozite de apă dulce, reprezentate prin cărbuni, ne permit să deosebim mumeroasele cicluri de sedimentare, datorate unor mișcări eustatice ale bazinului. Într-un astfel de ciclu s-au format la început depozite marine, uneori conglomeratice, apoi depozite lagunare cu șisturi bituminoase, ciclul încheindu-se cu o fază de apă dulce în timpul căreia s-a stabilit în bazin o turbărie din care a ieșit un strat de cărbune”.
Datorită încetiniri și staționări ritmice de scufunadre a bazinului, s-au format mai multe orizonturi de cărbuni, foarte inegal dezvoltate și neuniform incarbonizate.Calitatea cărbunelui din subsolul Petroșaniului se datorează condiților tectonice din ultima parte a terțialului. Astfel, deoarece mișcările tectonice au fost foarte puternice, cărbunele din Petroșani prezintă calitați superioare. Prin grăbirea procesului de incarbonizare, cărbuni au căpătat calități de o deosebită importanță industrială (cocsifică și distilă).
Depresiunea, în timpul existenței ei ca golf, al mării terțiare a suferit o afundare lentă, ea neputând sa fie umplută cu sedimente pentru a deveni uscat.
În pliocen s-a produs procesul de colmatare, iar depresiunea a devenit uscat. Acest uscat a fost antrenat în mișcările de înălțare în bloc al întregului lanț Carpatic. După exondare apele, au început să erodeze relieful, pe care înainte au contribuit la formarea lui.
Odată ce apele au început să erodeze relieful acestea au înlăturat stratele unul după altul,iar în văile lor au format defilee. Existența unei succesiuni de roci cu comportare diferită la eroziune a permis sculptarea unor forme interesante (pereți abrupți, țancuri) care întăresc pitorescul regiunii.

### Soluri
Solul Depresiunii Petroșani se încadrează în grupa solurilor automorfe și hidromorfe, din care cele mai răspândite sunt cele silvestre podzolite brune și brune galbui.

### Clima
Forma alungită a orașului, cât și izolarea lui de către munții înalți, are o mare influență asupra aspectelor climatice, deoarece circulația maselor de aer se face de la nord la sud, prin spărtăturile transversale Bănița-Merișor și Surduc-Lainici. Munții stopează deplasarea maselor de aer, astfel că adăpostul oferit de ei împiedică primenirea aerului din depresiune. Datorită acestui lucru și a industrializării, străziile, copacii și iarba din oraș au căpătat un aspect specific marilor regiuni carbonifere. Peisajul orașului poate fi comparat cu cel din bazinul Ruhr, atunci când ceața acoperă orașul și stagnează sub protecția culmilor din jur.
În Petroșani mai are loc un fenomen termic interesant, cel de invesiune termică. Acest proces poate fi descris ca niște stagnări și răciri ale aerului alunecat de pe înălțimile munților spre oraș. Sub influența acestor stagnări și răciri, cele mai coborâte temperaturi depășesc minus 30 °C (-31,4°, la 14 ianuarie 1893), în timp ce la stația Parâng sitauată cu 900-1.000 m mai sus , cele mai coborâte temperaturi nu au depășit -24 °C. Astfel, gerurile sunt mai puternice în Petroșani decât pe înălțimile din jur, dar nu și mai lungi, ca durată. Deși în Parâng se resimte o domolire a gerurilor, asta nu înseamna că durata acestora se reduce, căci ziele considerate geroase , cu temperaturi de sub -10° sunt mai numeroase pe munte decât la Petroșani, unde se produc răciri accentuate prin radiație. Tot datorită adunării aerului rece, putem să întâlnim în luna mai brume și zile cu înghețuri de primăvară.
Prin poziția sa geografică și altitudine, climatul Petroșaniului ar trebui să fie submontan, însă dacă ne luăm după temperatura lunii celei mai calde (iulie, cu media de +16,7 °C) și media temperatui anuale (6,8º) el se aproprie mai mult de cel montan de altitudine joasa. Mediile lunii Iulie sunt cu 3-4 ° mai mari, iar cele anuale cu 2-3 °C, decât zonele cu un climat submontan.
Zilele călduroase sunt cu media temperaturilor peste 10 °C mai reduse la Petroșani decât în alte regiuni considerate mai reci, iar numărul zilelor de vară cu temperatura de peste 25 ° este de 50 zile.
Media precipitaților medii anuale este de 700–800 mm/an.
Zilele cu nebulozitate ridicată ajung la peste 200 pe an. Datorită faptului că activitatea industrială este intensă și atmosfera mai poluată, ploile au o frecventă mare. Particulele de praf și fum funcționează ca nuclee de condensare, astfel toamna cețurile și burnițele sunt deosebit de frecvente.

### Vegetație și faună
Petroșaniul are o floră de tip central-europeană cu elemente arcto-alpine, în părțile înalte ale munților și infiltrații mediteraniene în zonele mai joase și cu condiți ecologice speciale mai ales pe calcare.
Vegetația este diversă: pâlcurile de anini și zăvoaiele din lungul apelor, nu rareori învecinate cu cătinișuri zburlite și tufișuri de zmeură, până la făgetele de pe versanți și cu pădurile de rășinoase de deasupra lor.
Cea mai mare pondere în vegetația Petroșaniului este ocupată de pădurile de foioase (gorun, cer și fag) și de pajiști. Pădurile de fag în amestec cu rășinoasele (brad, molid) le întalnim pe versanții munțiilor, tot aici gasindu-se și pajiști alpine.
Fauna este alcătuită din specii de pădure cum sunt cerbul, ursul, căprioara la care se mai adaugă viezurele, vulpea, lupul, râsul, ierunca, cocoșul de munte și altele.
Domeniul alpin este populat de elemente tipice precum capra neagră, vulturul sur, acvila,etc. Apele de munte au fost colonizate cu păstrăvul indigen care trăiește alături de alte specii precum lipanul și scobarul.

## Cartiere

### Centru

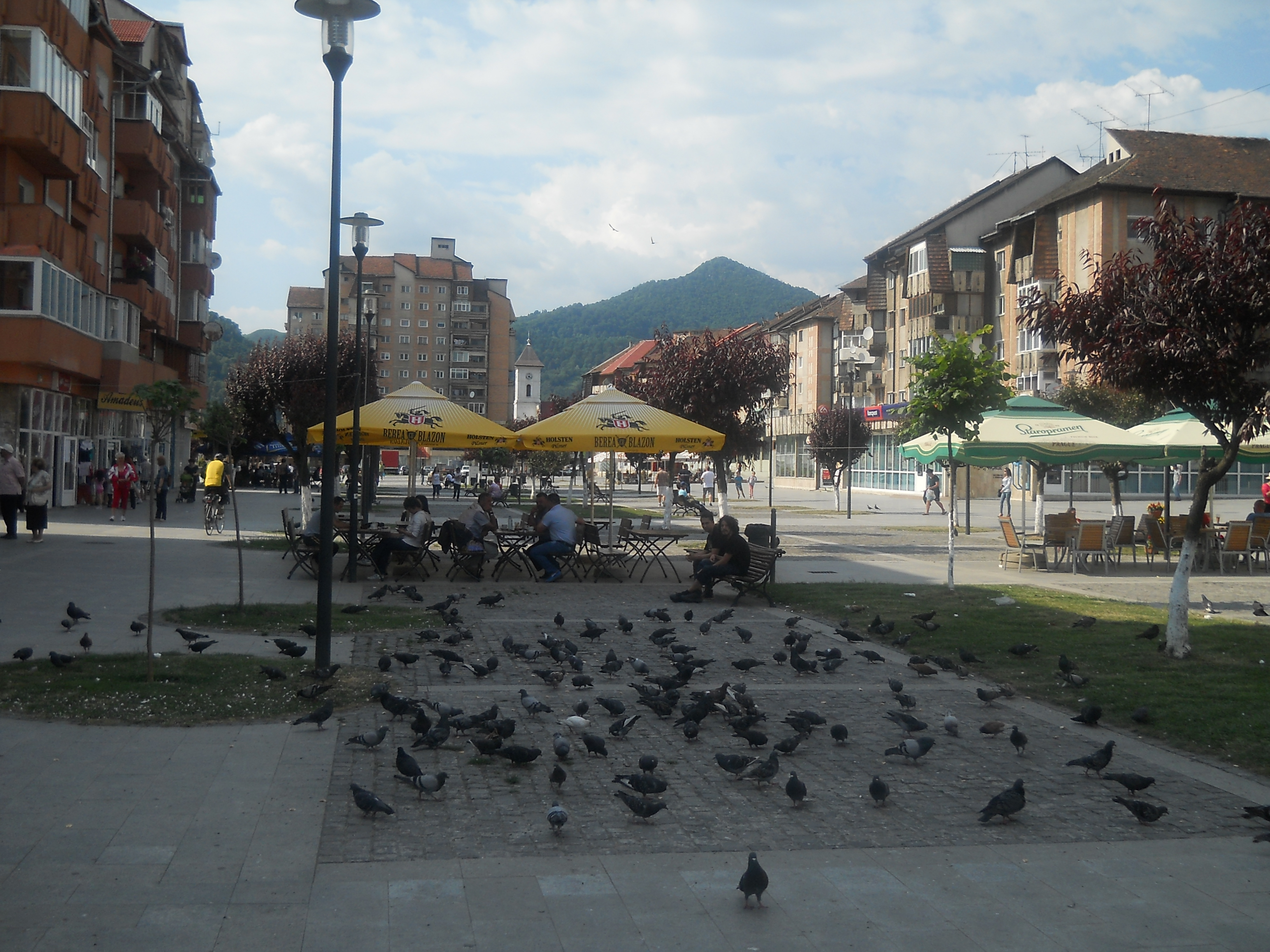
Stradă pietonală în Petroșani

Cartierul Centru este situat în partea de est a orașului, fiind cea mai mare altitudine din municipiul Petroșani. Este despărțit de restul orașului de către Șoseaua principală 66. Zona Centrală este cea mai dezvoltată parte a municipiului Petroșani.
Clădiri noi, construite în Zona Centrală a Municipiului Petroșani sunt:
- Parcul Central "Carol Schreter" (Fântâna Arteziană, Noul Parc European, Cupola, etc.)
- Supermarket-urile și magazinele mari (Carrefour, Penny, Billa, Profi, Lidl, Profi City)

Toate clădirile și străzile din Zona Centrală a Municipiului Petroșani au fost reabilitate.
| 2007-2009 | Reabilitarea Drumurilor din Zona Centrală                                      |
| 2009-2010 | Reabilitarea Drumurilor din rămase în Petroșani                                |
| 2010-2011 | Reabilitarea Clădirilor și construirea unor magazine noi                       |
| 2011-2012 | Dotarea școlilor cu tehnologie de ultimă oră și modernizarea zonei de nord-est |

### Colonie

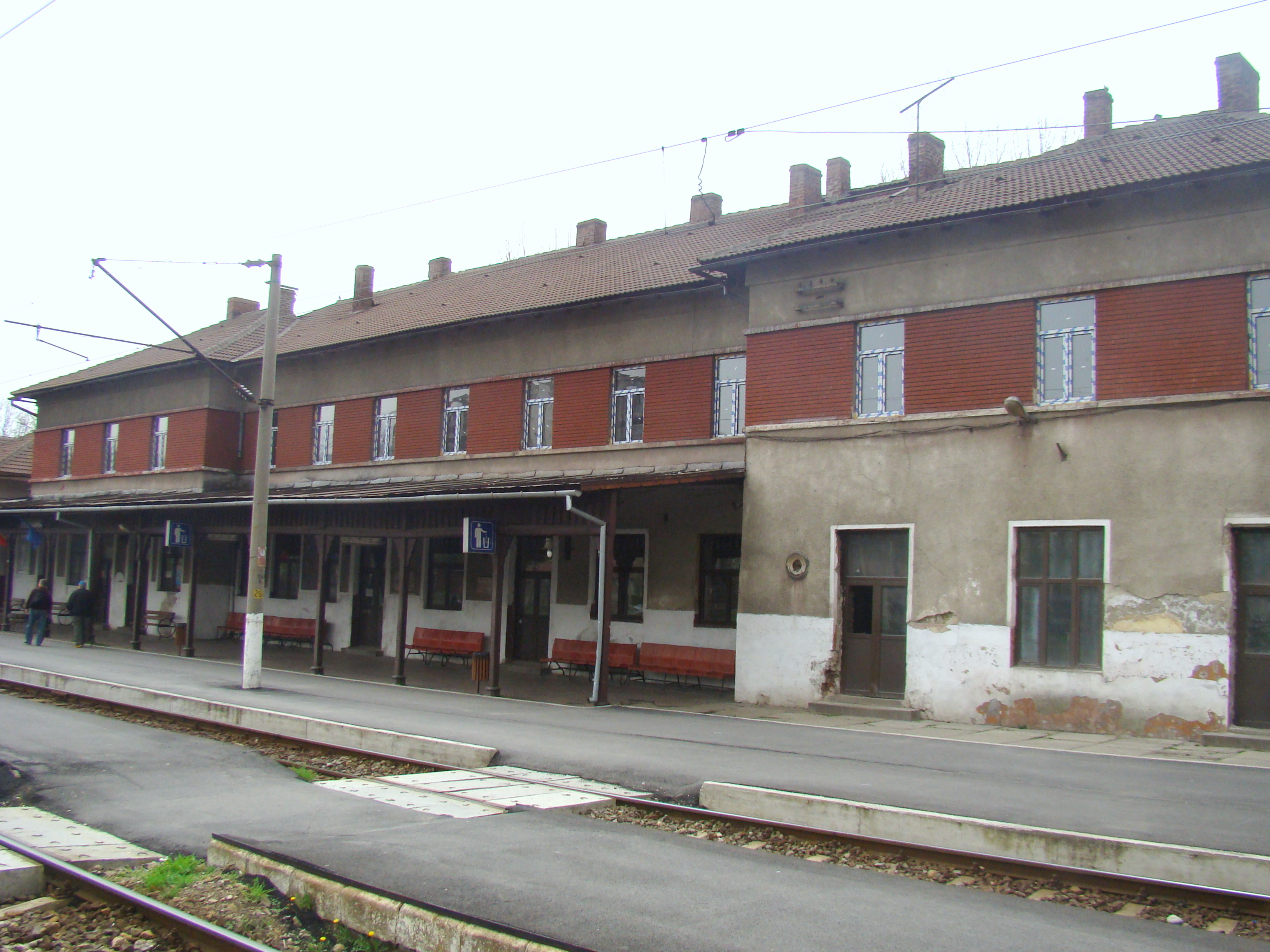
Gara din Petroșani, aflată la marginea cartierului Colonie

Colonia muncitorească din Petrosani a apărut la mijlocul secolului al XIX-lea, în timpul Imperiului austro-ungar, o dată cu dezvoltarea industriei miniere. O caracteristică a cartierului o reprezentau străzile largi pentru acea vreme, care erau și surprinzător de drepte. În acest cartier funcționa o baie comunală, precum și un cazino. Baia comunală a dispărut. Locuințele deținute de mineri la sfârșitul secolului al XIX-lea erau de o calitate mai bună decât cea a multor case ale burghezilor din alte zone ale României.
Cartierul Colonie este situat în partea de vest și de nord-vest a orașului, fiind limitat de restul orașului de către calea ferată CFR .

### Aeroport
Cartierul Aeroport este situat în partea de sud-est a orașului. Simboluri importante ale acestui cartier vechi sunt Biserica Greco-Catolică și Avionul Artificial din Petroșani. Unii spun că Avionul Artificial din Petroșani era funcțional mai demult, iar acum este așezat în centrul cartierului, pentru a le aminti celor din Petroșani de acele vremuri. Cartierul este cunoscut ca a fi învechit.
- Supermarket-urile și magazine mari (Kaufland, Deichmann, Takko, dm)

## Demografie
Componența etnică a municipiului Petroșani
     Români (80,21%)
     Maghiari (3,69%)
     Romi (1,79%)
     Alte etnii (0,43%)
     Necunoscută (13,87%)
Componența confesională a municipiului Petroșani
     Ortodocși (72,5%)
     Romano-catolici (5,51%)
     Penticostali (2,04%)
     Reformați (1,97%)
     Alte religii (3,07%)
     Necunoscută (14,92%)
Conform recensământului efectuat în 2021, populația municipiului Petroșani se ridică la 31.044 de locuitori, în scădere față de recensământul anterior din 2011, când fuseseră înregistrați 37.160 de locuitori. Majoritatea locuitorilor sunt români (80,21%), cu minorități de maghiari (3,69%) și romi (1,79%), iar pentru 13,87% nu se cunoaște apartenența etnică. Din punct de vedere confesional, majoritatea locuitorilor sunt ortodocși (72,5%), cu minorități de romano-catolici (5,51%), penticostali (2,04%) și reformați (1,97%), iar pentru 14,92% nu se cunoaște apartenența confesională.
010.00020.00030.00040.00050.00060.0001930195619772002populațiePopulația istorică din Petroșani
Date: Recensăminte sau birourile de statistică - grafică realizată de Wikipedia

## Economie
În Petroșani se află compania distribuitoare de țevi "Hydrosystems", controlată de grupul olandez "Mega Valves".

## Politică
Municipiul Petroșani este administrat de un primar și un consiliu local compus din 19 consilieri. Primarul, Tiberiu Iacob-Ridzi, de la Partidul Social Democrat, este în funcție din 2008. Începând cu alegerile locale din 2024, consiliul local are următoarea componență pe partide politice:
|  | Partid                          | Consilieri | Componența Consiliului | Componența Consiliului | Componența Consiliului | Componența Consiliului | Componența Consiliului | Componența Consiliului | Componența Consiliului | Componența Consiliului | Componența Consiliului | Componența Consiliului |
|  | ------------------------------- | ---------- | ---------------------- | ---------------------- | ---------------------- | ---------------------- | ---------------------- | ---------------------- | ---------------------- | ---------------------- | ---------------------- | ---------------------- |
|  | Partidul Social Democrat        | 10         |                        |                        |                        |                        |                        |                        |                        |                        |                        |                        |
|  | Alianța pentru Unirea Românilor | 5          |                        |                        |                        |                        |                        |                        |                        |                        |                        |                        |
|  | Partidul Național Liberal       | 3          |                        |                        |                        |                        |                        |                        |                        |                        |                        |                        |
|  | Niță Dorina-Veronica            | 1          |                        |                        |                        |                        |                        |                        |                        |                        |                        |                        |

Între 1996-2000 și 2004-2007, primar al municipiului Petroșani a fost Carol Schreter, din partea Partidului Alianța Civică, respectiv PD-ului, decedat la 9 februarie 2007. Între 2000 si 2004, primar a fost Gheorghe David (PSD).

## Personalități
- Petru Daj (1878 - ?), deputat în Marea Adunare Națională de la Alba Iulia;
- Iuliu Farkaș (1923 - 1984), fotbalist;
- Elza Văduva (n. 1943), demnitar comunist;
- Lucian Strochi (n. 1950), scriitor;
- Mihai Dragolea (1955 - 2016), scriitor;
- Cristina-Adela Foișor (1967-2017), șahistă, maestru internațional;
- Călin Peter Netzer (n. 1975), regizor;
- Lucian Strochi (n. 1950), scriitor;
- Ion Barbu (n. 1953), caricaturist;
- Mihai Dragolea (1955-2016), scriitor;
- Ștefan-Francisc Csutak (n. 1956), deputat;
- Petru Drăgoescu (n. 1962), atlet;
- Daniel-Cătălin Zamfir (n. 1967), politician;
- Nicolae Guță (n. 1967), interpret de manele;
- Monica Iacob-Ridzi (n. 1977), politician;
- Cosmin Rațiu (n. 1979), jucător de rugby;
- Ernest Takacs (n. 1981), realizator TV
- Adrian Nicolae David (n. 1982), politician
- Valentina Panici (n. 1988), handbalistă;
- Răzvan Oaidă (n. 1998), fotbalist.

## Orașe înfrățite
- Târgu Jiu & Deva - România
- Várpalota - Ungaria
- Smedjebacken - Suedia

## Vezi și
- Cazinoul Muncitoresc din Petroșani
- Biserica de lemn din Petroșani
- Biserica de lemn din Petroșani-Maleia
- Biserica de lemn din Petroșani, Cartier Sălătruc
- Frumoasa (sit de importanță comunitară inclus în rețeaua ecologică europeană Natura 2000 în România).
- Defileul Jiului (sit de importanță comunitară)
- Grădiștea Muncelului - Cioclovina (sit de importanță comunitară)
- Nordul Gorjului de Est (sit de importanță comunitară)
- Parâng (sit de importanță comunitară)